# Lijst van ontwerpen van Harry Elte
Dit is een (incomplete) lijst van ontwerpen van architect Harry Elte (1880-1944).
| Datum           | Beschrijving                                                                   | Locatie                            | Bijzonderheden | Afbeelding |
| --------------- | ------------------------------------------------------------------------------ | ---------------------------------- | --- | ---------- |
| 1912            | Villa Reens                                                                    | Honthorststraat 3, Amsterdam       | Vrijstaande villa op de hoek van de Honthorststraat en Jan Luykenstraat. Pand is opgetrokken in rationalistische stijl |            |
| 1914            | Het Nederlandsch Sportpark                                                     | Amstelveenseweg, Amsterdam         | In 1928 afgebroken omdat het niet voldeed voor de Olympische Spelen van dat jaar in Amsterdam. Naamgever van de Stadionsweg en daarmee de Stadionsbuurt. |            |
| 1915            | Centraal Israelitische Ziekenverpleging                                        | Jacob Obrechtstraat, Amsterdam     | Afgebroken in 1980 |            |
| 1916            | Bedrijfspand Speijer                                                           | Achtergracht                       | Bedrijfspand ontworpen samen met Gerard Mastenbroek voor Elte’s schoonvader Hartog Speijer |            |
| 1918 / 1920     | Grafmonumenten Philip Elte (1844-1918) en Sara Elisabeth Nijburg (1850-1920)   | Joodse begraafplaats te Muiderberg | Door de verfijnde detaillering is het vrijwel zeker dat de twee stèles zijn ontworpen door een architect en omdat het zijn ouders betreft, zijn ze toegeschreven aan Harry Elte.                                                                                    |            |
| 1921            | Woonhuis Oosterpark 77-78                                                      | Oosterpark, Amsterdam              | Samenvoeging van de twee woningen Oosterpark 77 en 78 tot een woonhuis voor de Russische zakenman Julius Barmat. Een groot deel van het interieur is bewaard gebleven. Het pand is aangewezen tot rijksmonument.                                                    |            |
| 1921            | Woonhuizen: Atelierweg 2-4, Blaricummerstraat 140-146, Paviljoenweg 1          | Huizen                             | Verscheidene atelierwoningen |            |
| 1922            | Grafmonument Hartog Speijer (1864-1922) en Eva Speijer-van Kamerik 91867-1931) | Joodse begraafplaats te Muiderberg | Grafmonument bestaat voornamelijk uit gebouchardeerd zandkleurig Beiers graniet een apart stuk van zwart graniet. Een toren aan de linkerzijde is ovaal en lijkt daardoor op de toren van een duikboot. De zerk bevat een Hebreeuwse tekst over Speijer-van Kamerik |            |
| 1923            | De Joodse Invalide                                                             | Amsterdam                          | Rijksmonument, in later stadium uitgebreid |            |
| 1925            | Synagoge                                                                       | Utrecht                            | Gemeentelijk monument |            |
| 1925            | Synagoge aan de Nieuwe Molstraat                                               | Den Haag                           | Afgebroken in 1981 |            |
| 1926            | Woningcomplex Keizer Karelpark                                                 | Amstelveen                         | |            |
| 1927            | Raw Aron Schuster Synagoge                                                     | Heinzestraat, Amsterdam            | Rijksmonument: complex van synagoge, twee eengezinswoningen, mikwe en een verenigingslokaal |            |
| 1928            | Woonhuis                                                                       | Stadionweg 44, Amsterdam           | Eigen woonhuis voor Elte en zijn tweede vrouw; aangewezen als rijksmonument. |            |
| 1928            | Synagoge                                                                       | Den Helder                         | Door oorlogsschade verwoest. |            |
| 1933            | Aula                                                                           | Joodse begraafplaats te Muiderberg | |            |
| 1933            | Metaheerhuis                                                                   | Joodse begraafplaats te Muiderberg | |            |
| 1934            | Grafmonument opperrabbijn Abraham Samson Onderwijzer (1862-1934)               | Joodse begraafplaats te Muiderberg | Grafmonument bestaande uit een grafzerk met Nederlandse tekst en een dunne stèle met meerdere Ottomaanse symbolen en Hebreeuwse tekst. |            |
| 1937            | Grafmonument Joseph Speijer                                                    | Joodse begraafplaats te Muiderberg | Grafmonument voor zwager Joseph Speijer. Gemaakt van zwart graniet. De stele van de weduwe is iets lager. |            |
| 1938            | Grafmonument Julius Barmat                                                     | Joodse begraafplaats te Muiderberg | Grafmonument voor zwager Julius Barmat en Rosa Barmat-de Winter, gelijkend op dat van Joseph Speijer, maar door het hardsteen eenvoudiger ogend. |            |
| Niet uitgevoerd | Winkels Steve Bikopplein                                                       | Steve Bikopplein, Amsterdam        | Ontwerp werd goedgekeurd, maar is nooit uitgevoerd |            |